# Динаміка польоту (літак з нерухомим крилом)

Тангаж

Крен

Нишпорення

Динаміка польоту це наука що вивчає рух і орієнтацію літака в повітрі, а також управління ним в тривимірному просторі. Основними трьома критичними параметрами є кути повороту в трьох вимірах довкола центра мас апарата, які називаються крен, тангаж і нишпорення (які відмінні від кутів Тейта-Брайена, які ще називаються морськими кутами чи карданними кутами).
Авіаінженери розроблюють системи управління орієнтацією літального апарата (ставленням) відносно його центра мас. Системи управління включають в себе приводи, які змінюють сили в різних напрямках і створюють сили обертання або момент довкола центру мас літака, і таким чином повертають літак в різні кути крену, тангажу і нишпорення. Наприклад, момент тангажу це вертикальна сила, яка застосовується до поверхонь що знаходяться на відстані попереду чи позаду від центру мас літака, що приводить до руху носа літака вгору або вниз.
Літальний апарат з нерухомим крилом збільшує або зменшує підйомну силу, яка створюється крилом, коли він підіймає ніс вверх, або вниз збільшуючи або зменшуючи кут атаки. 
Кут крену також називають кутом нахилу літака, який зазвичай робить нахил для того, щоб змінити горизонтальний напрям польоту. Літак як правило має обтічну форму від носа до хвоста, для того щоб зменшити аеродинамічний опір, який надає літаку перевагу доводячи кут курсової стійкості літака близьку до нуля, хоча бувають випадки, коли повітряне судно може навмисно змінювати кут ковзання у літаках.

## Введення

### Системи відліку
Три правонаправлені, декартові системи координат найчастіше застосовуються в динаміці польоту. 
Перша система координат має початок координат в системі відліку Землі:
- Система наземних координат
  - Початок координат - вибирається довільний, фіксований відносно поверхні Землі
  - Вісь xE - направлена в сторону півночі
  - Вісь yE - направлена в сторону сходу
  - Вісь zE - направлена в сторону центру Землі

У більшості застосувань динаміки польоту, система Земних координат вважається інерційною із пласкою xE,yE-площиною, хоча система Земних координат може розглядатися як сферична система із початком в центрі Землі.
Інші дві системи відліку фіксовані відносно тіла, із початком координат, який рухається разом із літаком, зазвичай в розташованому в центрі мас. Для літака, що є симетричним з права-на-ліво, ці системи відліку можна визначити наступним чином:
- Зв'язана система координат літака (англ. Body frame)
  - Початок координат - центр мас літака
  - Вісь xb - має позитивний напрямок в сторону, куди вказує ніс літака і знаходиться в площині симетрії літака
  - Вісь zb - перпендикулярна до осі xb, знаходиться в площині симетрії літака, позитивний напрямок вказує вниз літака
  - Вісь yb - перпендикулярна до площини xb,zb, позитивний напрямок визначається правилом правої руки (зазвичай, напрямок додатних значень вказує в сторону правого крила)

- Зв'язана система координат вітру (англ. Wind frame)
  - Початок координат - центр мас літака
  - Вісь xw - додатній напрямок збігається із вектором швидкості літака відносно повітря
  - Вісь zw - перпендикулярна до осі xw, знаходиться в площині симетрії літака, позитивний напрямок вказує вниз літака
  - Вісь yw - перпендикулярна до площини xw,zw, позитивний напрямок визначається правилом правої руки (зазвичай, напрямок додатних значень вказує в сторону правого крила).

Асиметричні літаючі апарати мають аналогічні зв'язані системи координат, але використовуються різні конвенції при виборі точних напрямків осей x і z.
Система наземних координат, зручна система відліку для описання кінематики переміщення і поворотів. Наземна система також корисна тому що, за певних умов, може бути апроксимована в інерційну. Крім того, одна із сил, яка діє на літак, вага, знаходиться постійно в напрямку осі +zE.
Власна система координат викликає інтерес, оскільки початок координат і осі мають постійне положення по відношенню до літака. Це означає, що відносна орієнтація Земної системи координат і власної зв'язної системи координат описує положення літака. А також напрям сили тяги двигуна зазвичай є постійним у цій системі, хоча деякі літаки можуть змінювати цей напрям, наприклад при управління вектором тяги.
Система координат вітру це загальноприйнята система координат для описання аеродинамічних сил і моментів, які впливають на літак. Конкретно, повну аеродинамічну силу можна розділити на три компоненти відносно осей системи координат вітру, де сила аеродинамічного опору буде направлена в сторону осі −xw, а підйомна сила − по осі zw.
В додаток до визначення систем відліку, можна визначити відносну орієнтацію систем відліку. Відносне положення можна представити різними способами, такими як:
- Косинус направлення або матриця повороту
- Ейлерові кути
- Кватерніони

### Етапи конструювання
При аналізі стійкості літака, зазвичай розглядають відхилення від номінального стану сталого польоту. Таким чином аналіз може застосовуватись, наприклад, за умови:
Прямого і рівного польоту
Повороті на сталій швидкості
Заходження і посадці
Зліт
Швидкість, висота і дозволений кут атаки є різними при різних умовах польоту, крім того, літак буде налаштований по різному, наприклад, при низькій швидкості можуть бути розгорнуті закрилки і можуть бути опущені шасі.
За винятком асиметричних конструкцій (або симетричних конструкцій]] при значному ковзанні), поздовжні рівняння руху (включаючи тангаж і підйомну силу) може розглядатися окремо від літерального руху (включаючи крен і нишпорення).
Наступні висновки робляться на основі відхилень від номінально прямої і рівної траєкторії польоту.
Для того, щоб аналіз був відносно простим, припускають, що керуючі поверхні залишаються фіксованими під час руху, стійкість при фіксованому положенні руля. При вільному русі руля аналіз потребує подальшого ускладнення, беручи до уваги рух керуючих поверхонь.
Крім того, передбачається що політ відбувається в нерухомому повітря, а літак розглядається як тверде тіло.

## Сили при польоті
Три сили впливають на літак під час польоту: вага, тяга, і аеродинамічна сила.

### Аеродинамічна сила

#### Складові аеродинамічної сили
Вираз для розрахунку аеродинамічної сили має наступний вигляд:
{\displaystyle \mathbf {F} _{A}=\int _{\Sigma }(-\Delta p\mathbf {n} +\mathbf {f} )\,d\sigma }
де:
{\displaystyle \Delta p\equiv } Різниця між статичним тиском і тиском вільного потоку (динамічним тиском)
{\displaystyle \mathbf {n} \equiv } Зовнішній вектор нормалі елементу поверхні
{\displaystyle \mathbf {f} \equiv } тангенціальний вектор напруги, виникає внаслідок дії повітря на тіло
{\displaystyle \Sigma \equiv } адекватна базова поверхня
при проектування на осі вітру, отримаємо:
{\displaystyle \mathbf {F} _{A}=-(\mathbf {i} _{w}D+\mathbf {j} _{w}Q+\mathbf {k} _{w}L)}
де:
{\displaystyle D\equiv } Опір
{\displaystyle Q\equiv } Бічна сила
{\displaystyle L\equiv } Підйомна сила

#### Аеродинамічні коефіцієнти
Динамічний тиск Вільного потоку {\displaystyle \equiv q={\tfrac {1}{2}}\,\rho \,V^{2}}
Відповідна базова поверхня (поверхня крила, у випадку з літаком) {\displaystyle \equiv S}
Коефіцієнт тиску {\displaystyle \equiv C_{p}={\dfrac {p-p_{\infty }}{q}}}
Коефіцієнт тертя {\displaystyle \equiv C_{f}={\dfrac {f}{q}}}
Коефіцієнт аеродинамічного опору {\displaystyle \equiv C_{d}={\dfrac {D}{qS}}=-{\dfrac {1}{S}}\int _{\Sigma }[(-C_{p})\mathbf {n} \bullet \mathbf {i_{w}} +C_{f}\mathbf {t} \bullet \mathbf {i_{w}} ]\,d\sigma }
Коефіцієнт бічної сили {\displaystyle \equiv C_{Q}={\dfrac {Q}{qS}}=-{\dfrac {1}{S}}\int _{\Sigma }[(-C_{p})\mathbf {n} \bullet \mathbf {j_{w}} +C_{f}\mathbf {t} \bullet \mathbf {j_{w}} ]\,d\sigma }
Коефіцієнт підйомної сили {\displaystyle \equiv C_{L}={\dfrac {L}{qS}}=-{\dfrac {1}{S}}\int _{\Sigma }[(-C_{p})\mathbf {n} \bullet \mathbf {k_{w}} +C_{f}\mathbf {t} \bullet \mathbf {k_{w}} ]\,d\sigma }
Необхідно знати коефіцієнти Cp і Cf для кожної точки поверхні, яка розглядається.

#### Безрозмірні параметри і аеродинамічні режими
При відсутності теплових ефектів, існує три важливі безрозмірні числа:
- Стисливість потоку:

Число Маха {\displaystyle \equiv M={\dfrac {V}{a}}}
- В'язкість потоку:

Число Рейнольдса {\displaystyle \equiv Re={\dfrac {\rho Vl}{\mu }}}
- Розрідження потоку:

Число Кнудсена {\displaystyle \equiv Kn={\dfrac {\lambda }{l}}}
де:
{\displaystyle a={\sqrt {kR\theta }}\equiv } швидкість звуку
{\displaystyle R\equiv } Газова стала by mass unity
{\displaystyle \theta \equiv } абсолютна температура
{\displaystyle \lambda ={\dfrac {\mu }{\rho }}{\sqrt {\dfrac {\pi }{2R\theta }}}={\dfrac {M}{Re}}{\sqrt {\dfrac {k\pi }{2}}}\equiv } довжина вільного пробігу
Відповідно до λ існує три можливих стани розрідження потоку і їх відповідні рухи називаються:
- Ламінарний потік (незначне розрідження): {\displaystyle {\dfrac {M}{Re}}\ll 1}
- Нестаціонарний потік (помірне розрідження): {\displaystyle {\dfrac {M}{Re}}\approx 1}
- Вільна молекулярна течія (високе розрідження): {\displaystyle {\dfrac {M}{Re}}\gg 1}